# Grön ekonomi
Grön ekonomi är en ekonomisk modell som bygger på hållbar utveckling och ekologisk ekonomi. Tanken bärs fram av FN i organet UNEP. Den ekonomiska modellen lanserades 2008 och försöker vara ett politiskt stöd för att man ska satsa inom gröna sektorer. Världsbanken gjorde en global satsning 2010 där man hjälper länder att förbättra miljösatsningarna bland annat Indien och Colombia var med i pilotstudien och har fortfarande projekt pågående under 2015. Under åren 2010 och 2015 gjordes flera framsteg mot en allt intensivare satsning på hållbar teknik även Kina gjorde kraftiga satsningar tillsammans med USA.